# Lake Bell

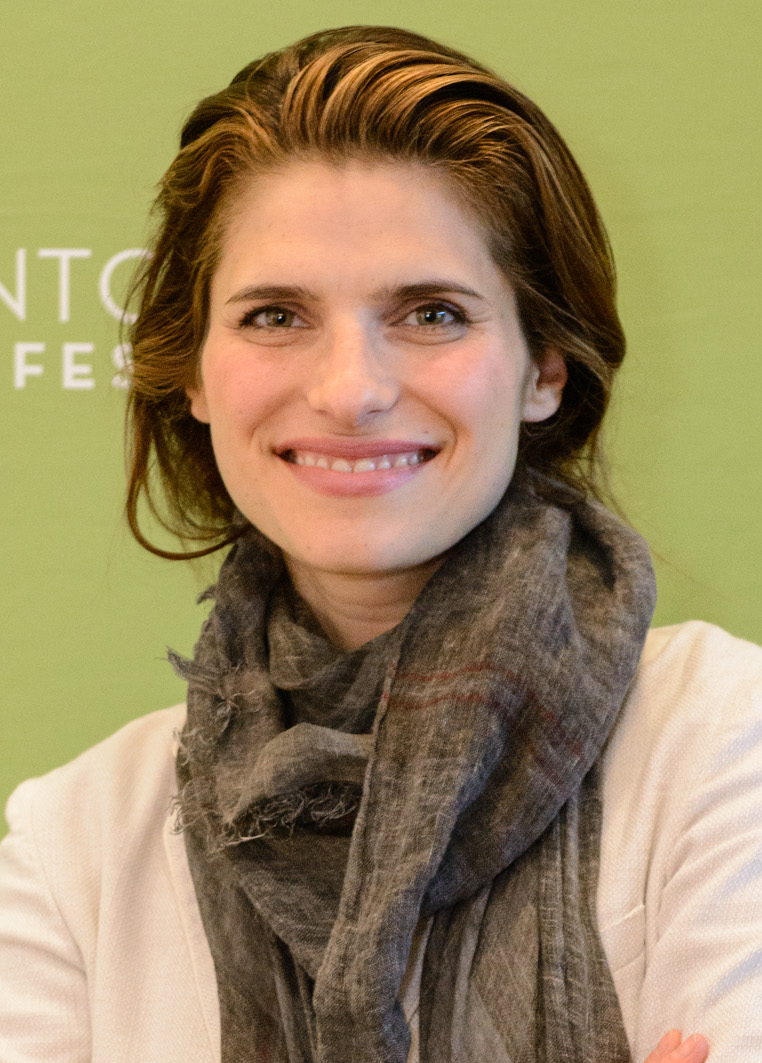
Lake Bell (2013)

Lake Caroline Siegel Bell (* 24. März 1979 in New York City, New York) ist eine US-amerikanische Schauspielerin, Filmregisseurin und Drehbuchautorin.

## Leben und Karriere
In den letzten Folgen von Practice – Die Anwälte spielte Bell 2004 zunächst als Gastdarstellerin die Rolle der Sally Heep und wurde dann im selben Jahr im Spin-off Boston Legal in die Stammbesetzung übernommen. Nach nur elf Folgen wurde sie „herausgeschrieben“, verließ 2005 die Serie, hatte jedoch 2006 noch einen Gastauftritt zu Beginn der dritten Staffel. Danach erhielt sie die Hauptrolle in der Science-Fiction-Serie Surface – Unheimliche Tiefe, die am 19. September 2005 im US-Fernsehen auf NBC startete. Die Serie wurde jedoch nach nur 15 Folgen aufgrund mangelnden Erfolges eingestellt.
Im Juni 2013 heiratete Bell den US-amerikanischen Tattoo-Künstler Scott Campbell und hat mit ihm eine Tochter (* 2014) und einen Sohn (* 2017). Im Jahr 2020 ließen sie sich scheiden.

## Filmografie (Auswahl)
- 2001: Slammed
- 2002: Speakeasy
- 2002: Emergency Room – Die Notaufnahme (ER, Fernsehserie, 2 Folgen)
- 2003: War Stories (Fernsehfilm)
- 2003: Kate Fox & die Liebe (Miss Match, Fernsehserie, 18 Folgen)
- 2003: I Love Your Work
- 2004: Practice – Die Anwälte (The Practice, Fernsehserie, 4 Folgen)
- 2004–2006: Boston Legal (Fernsehserie, 14 Folgen)
- 2005–2006: Surface – Unheimliche Tiefe (Surface, Fernsehserie, 15 Folgen)
- 2006: The Hillside Strangler
- 2008: Nur über ihre Leiche (Over Her Dead Body)
- 2008: Under Still Waters
- 2008: Love Vegas (What Happens in Vegas)
- 2008: Das Gesetz der Ehre (Pride and Glory)
- 2008–2016: Childrens Hospital (Fernsehserie, 57 Folgen)
- 2009: Wenn Liebe so einfach wäre (It’s Complicated!)
- 2010–2011: How to Make It in America (Fernsehserie, 16 Folgen)
- 2010: Burning Palms
- 2010: Für immer Shrek (Shrek Forever After, Stimme)
- 2011: Little Murder – Spur aus dem Jenseits (Little Murder)
- 2011: Freundschaft Plus (No Strings Attached)
- 2011: New Girl (Fernsehserie, Folge 1x04 Naked)
- 2011: A Good Old Fashioned Orgy
- 2012: TRON: Der Aufstand (TRON: Uprising, Fernsehserie, Stimme, Folge 1x05 Identity)
- 2012: Black Rock – Überleben ist alles (Black Rock)
- 2012: Robot Chicken (Fernsehserie, Folge 6x10 Collateral Damage in Gang Turf War)
- 2013: In a World…
- 2013: Newsreaders (Fernsehserie, Folge 1x03 Pubic Hair Crisis)
- 2014: Million Dollar Arm
- 2014: Die Abenteuer von Mr. Peabody & Sherman (Mr. Peabody & Sherman, Stimme)
- 2015: Es ist kompliziert..! (Man Up)
- 2015: Wet Hot American Summer: First Day of Camp (Fernsehserie, 8 Folgen)
- 2015: No Escape
- 2015–2018: BoJack Horseman (Fernsehserie, Stimme, 9 Folgen)
- 2016: Pets (The Secret Life of Pets, Stimme)
- 2017: Ja, ich will... bis ich "nein" sage (I Do… Until I Don’t)
- 2017: Shot Caller
- 2017: Liebe zu Besuch (Home Again)
- 2018: Drunk History (Fernsehserie, Folge 6x07 Femme Fatales)
- 2018: Spider-Man: A New Universe (Spider-Man: Into the Spiderverse, Stimme von Vanessa Fisk)
- 2019: Pets 2 (The Secret Life of Pets 2, Stimme)
- 2019–2020: Bless This Mess (Fernsehserie, 26 Folgen)
- seit 2019: Harley Quinn (Fernsehserie, Stimme)
- 2020: Medical Police (Fernsehserie, 4 Folgen)
- 2021: Cryptozoo (Stimme)
- 2021, 2023: What If…? (Fernsehserie, 6 Episoden, Stimme)
- 2022: Summering
- 2022: Black Panther: Wakanda Forever
- 2023: Mother, Couch

## Auszeichnungen (Auswahl)
- 2009: National Board of Review Award in der Kategorie „Bestes Schauspielensemble“ für Wenn Liebe so einfach wäre (zusammen mit Meryl Streep, Steve Martin, Alec Baldwin, John Krasinski, Mary Kay Place, Rita Wilson, Alexandra Wentworth, Hunter Parrish & Zoe Kazan)
- 2011: Sundance Film Festival Award in der Kategorie „Short Filmmaking: US Fiction“ für Worst Enemy (Nominierung)
- 2013: Chicago Film Critics Association Award in der Kategorie „Vielversprechendster Filmemacher“ für In a World… – Die Macht der Stimme (Nominierung)
- 2013: Detroit Film Critics Society Award in der Kategorie „Newcomer“ für In a World… – Die Macht der Stimme (Nominierung)
- 2013: Sundance Film Festival Award in der Kategorie „Bestes Drehbuch“ für In a World… – Die Macht der Stimme
- 2013: Sundance Film Festival Award in der Kategorie „Großer Preis der Jury – Bester Spielfilm“ für In a World… – Die Macht der Stimme (Nominierung)
- 2014: American Comedy Award in der Kategorie „Lustigste weibliche Darstellerin in einem Spielfilm“ für In a World… – Die Macht der Stimme (Nominierung)
- 2014: Independent Spirit Award in der Kategorie „Bestes Drehbuchdebüt“ für In a World… – Die Macht der Stimme (Nominierung)
- 2014: Toronto Film Critics Association Award in der Kategorie „Bestes Spielfilmdebüt“ für In a World… – Die Macht der Stimme (3. Platz)